# 新霍普 (喬治亞州厄爾利縣)
新霍普（英語：New Hope）是位於美國喬治亞州厄爾利縣的一個非建制地區。該地的面積和人口皆未知。

## 地理
新霍普的座標為31°16′16″N 84°49′35″W / 31.27111°N 84.82639°W，而該地的平均海拔高度為61米（即200英尺）。